# トータル・リクエスト・ライブ

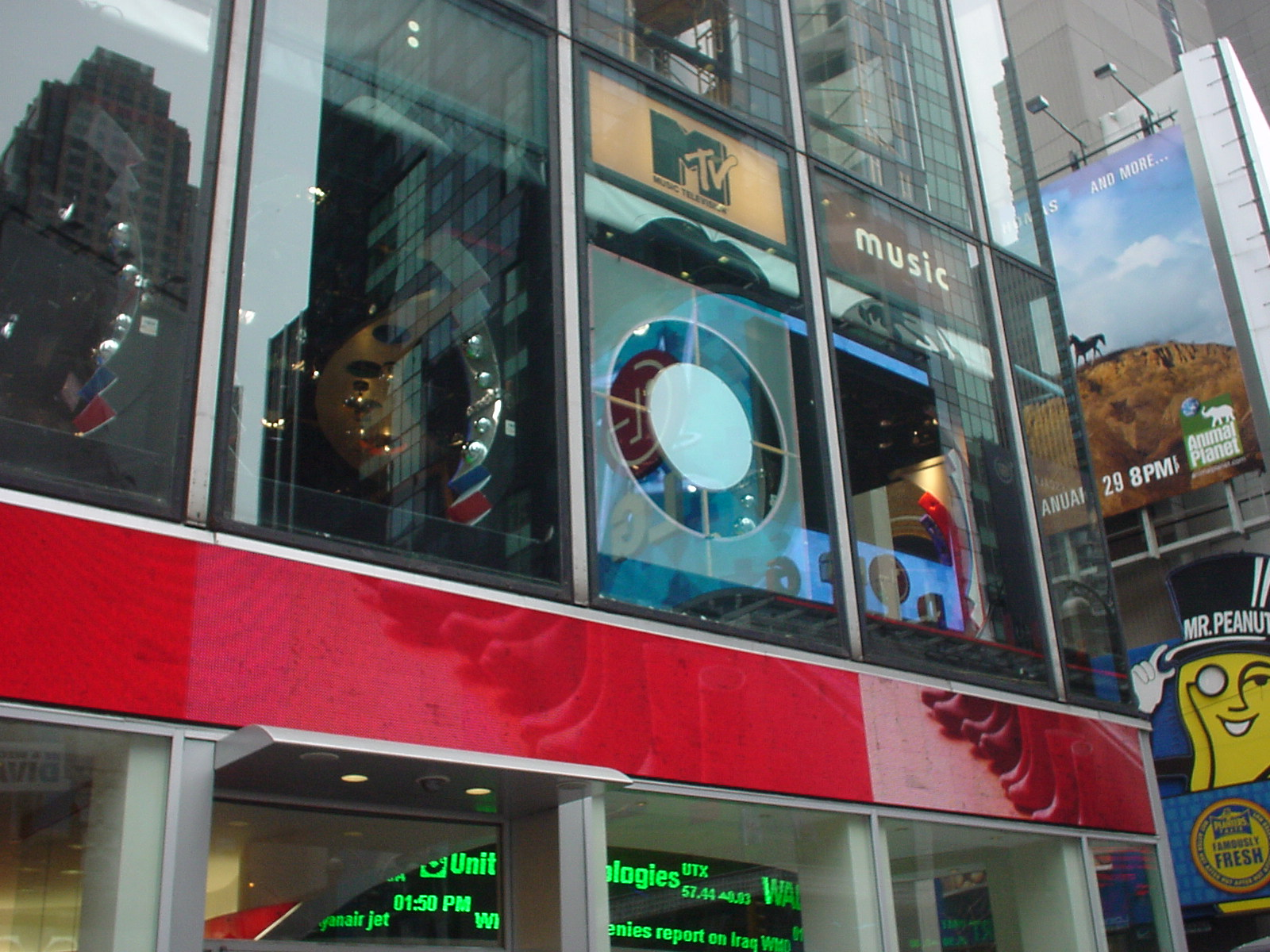
TRLが収録されたタイムズスクエアのMTVスタジオ

『トータル・リクエスト・ライブ』 (Total Request Live) は、アメリカのMTVで放送されていたリクエストPV番組である。略称「TRL」。

## 歴史
1998年9月14日に放送開始。番組はタイムズスクエアのMTVスタジオで放送されていた。
TRLのルーツは1997年に放送された『MTV Live』であった。ABCの『グッド・モーニング・アメリカ』やNBCの『トゥデイ』ではコンサートシリーズが毎週行われているが、TRLでは視聴者からのリクエストで、ミュージックビデオを放映されることになっていた。
2008年11月16日の2時間スペシャルを持って終了。10年の放送に幕を閉じた。司会は、番組開始から2002年までカーソン・デイリー（後の『ラストコール』の司会）で、最終回までがダミアン・フェイフィーであった。総放送回数は2247回であった。